# 歐文·約曼
歐文·約曼（Owain Sebastian Yeoman，1978年7月2日—）是一位威爾斯演員 。他最著名的作品包括HBO電視劇廚神等作品。他在電視劇心計中飾演Wayne Rigsby角色。